# 西岡一正
西岡 一正（にしおか　かずまさ　1946年 - ）は、アビームコンサルティング前社長。1981年にアビームコンサルティングの起源である等松トウシュロスコンサルティングを設立以来、2009年の退任まで社長を務めた。兵庫県出身。「米国流ではなく、地域ごとの価値観を大事にする」「多様な個性を尊重する」といった、多様性を重んじる価値観を持っている（詳細は外部リンク参照）。
趣味は学生時代から続けているヨット。

## 経歴
- 1969年慶應義塾大学経済学部卒
- 1970年アーサー・アンダーセン入社
- 1981年等松トウシュロスコンサルティング設立に伴って代表取締役に就任
- 1993年デロイト トーマツ コンサルティング代表取締役社長
- 2003年社名変更に伴ってアビームコンサルティング代表取締役社長に就任
- 2009年アビームコンサルティング代表取締役社長を退任。相談役に就任